# 基督教民主黨 (瑞典)
基督教民主黨（瑞典語：Kristdemokraterna）是瑞典的一个中间偏右至右翼的基督教民主主義政黨。
基督教民主黨成立時名為基督教民主聯盟（Kristen Demokratisk Samling），1987年改名為基督教民主社會黨（Kristdemokratiska Samhällspartiet），1996年改為現名
2006-2014年，基督教民主黨與溫和黨、中間黨和自由人民黨合組執政聯盟──瑞典聯盟。現任黨魁是Ebba Busch Thor。
基督教民主黨於瑞典議會中擁有19席，在歐洲議會中擁有1席。